# Ratthapon Sanapadung
Ratthapon Sanapadung (thailändisch รัฐพล เสนาผดุง, * 15. März 1990) ist ein thailändischer Fußballspieler.

## Karriere
Ratthapon Sanapadung spielte von Anfang 2020 bis Mitte 2020 beim Kasetsart FC. Wo er vorher gespielt hat, ist unbekannt. Der Verein aus der thailändischen Hauptstadt Bangkok spielte in der zweiten Liga, der Thai League 2. Für Kasetsart absolvierte er drei Zweitligaspiele. Mitte 2020 wechselte er zum Ligakonkurrenten Lampang FC nach Lampang. Achtmal stand er für Lampang in der zweiten Liga auf dem Spielfeld. Ende 2020 wurde sein Vertrag nicht verlängert.
Seit dem 1. Januar ist Sanapadung vertrags- und vereinslos.